# Andrés Lillini
Andrés Luciano Lillini (San José de la Esquina, Santa Fe, 13 de agosto de 1974) es un exfutbolista y entrenador argentino. Actualmente es entrenador en selecciones inferiores de la Selección de fútbol de México. 

## Trayectoria

### Futbolista
Lillini tuvo una breve trayectoria como jugador de fútbol, jugando durante algún tiempo en Newell's Old Boys, sin embargo, su carrera únicamente llegaría hasta los 25 años de edad.

### Desarrollo de Futbolistas
En 2001 comenzó su trayectoria al hacerse cargo de la estructura deportiva del club Monarcas Morelia, labor que desempeñó hasta el año 2006. Entre los años 2007 y 2011 se desempeñó como coordinador de las inferiores del Club Atlético Boca Juniors.
Entre 2011 y 2014 tuvo el mismo puesto en el PFC CSKA Moscú, en donde se dio a conocer por haberse encargado del descubrimiento del futbolista Aleksandr Serguéyevich Golovín.
El 24 de noviembre de 2017 fue nombrado como nuevo director de fuerzas básicas del Club Universidad Nacional, con el objetivo de desarrollar a la cantera del club y mantener las políticas de desarrollo de futbolistas juveniles.

### Asistente técnico
En mayo de 2015 se incorporó al San Luis de Quillota, en donde se desempeñó como el segundo entrenador del equipo bajo el mando de Mario Sciacqua, Lillini estaría en el cargo hasta el mes de septiembre, cuando dejó el puesto tras la renuncia de Sciacqua.
En el mes de diciembre del mismo 2015, Lillini tuvo su segundo trabajo como asistente técnico al llegar al Club Atlético Gimnasia y Esgrima de Jujuy, acompañando de nuevo a Sciacqua. En noviembre de 2016 dejó el cargo tras la salida de Sciacqua del club.

### Entrenador

#### Club Universidad
El 23 de julio de 2020 comenzó la carrera de Lillini como primer entrenador de un equipo de fútbol, ese día fue nombrado como director técnico interino del Club Universidad Nacional, esto tras la salida de Míchel González, quien renunció al cargo un día antes del inicio del Torneo Guard1anes 2020.
En sus primeros cinco partidos como entrenador consiguió dos victorias y tres empates, manteniendo a los Pumas de la UNAM como el único equipo invicto en el torneo, el 17 de agosto de 2020 fue ratificado como entrenador del club por el resto del torneo, dejando el interinato, esto debido a los buenos resultados conseguidos y a la política de desarrollo de futbolistas canteranos tomada como prioritaria por parte del club.
En su primer torneo Lillini logró llevar al Club Universidad a la final frente al León, sin embargo, el cuadro universitario fue derrotado en la serie con un marcador global de 3-1, no obstante logró el subcampeonato de la liga en su primer torneo como entrenador, por lo que continuó al frente del club.  
En 2022 llegaría a la final de la Concacaf Liga de Campeones, pero igual cayó con un marcador global de 5-2 frente al Seattle Sounders de la Major League Soccer.  
Tras quedar antepenúltimo lugar con sólo dos triunfos, ocho empates y siete derrotas que le dejaron eliminado del torneo Apertura 2022 y recibir 31 goles que lo colocaron como la tercera peor defensa del torneo, el día 4 de octubre del 2022 el club tomó la decisión de cesarlo del banquillo.

#### Necaxa
Después de haber sido cesado del Club Universidad, fue contratado para tomar las riendas del Club Necaxa de cara al Torneo Clausura 2023. Lillini solamente permaneció al frente de los Rayos durante ese certamen ya que al finalizar el torneo fue cesado de su cargo al finalizar en la penúltima posición de la tabla general con 14 puntos producto de tres victorias, cinco empates y nueve derrotas.

### Directivo

#### Selecciones menores de México
El 31 de mayo de 2023 Lillini fue nombrado como nuevo director de selecciones menores de México, un cargo directivo que se encarga de coordinar a todos los representativos menores de la Selección Mexicana de Fútbol desde la categoría Sub-15 hasta la Sub-23.

## Estadísticas como entrenador
- Actualizado al último partido dirigido el 30 de abril de 2023.

| Club       | País    | Desde                  | Hasta                | Historial | Historial | Historial | Historial | Historial |
| Partidos   | Ganados | Empatados              | Perdidos             | Ganados % |           |           |           |           |
| ---------- | ------- | ---------------------- | -------------------- | --------- | --------- | --------- | --------- | --------- |
| Pumas UNAM | México  | 23 de julio de 2020    | 4 de octubre de 2022 | 107       | 34        | 38        | 35        | 43.62%    |
| Necaxa     | México  | 4 de noviembre de 2022 | 2 de mayo de 2023    | 17        | 3         | 5         | 9         | 27.45%    |
| Total      | Total   | Total                  | Total                | 124       | 37        | 43        | 44        | 41.4%     |